# Bravonium
Bravonium fu un insediamento della Britannia romana, posto lungo la Watling Street.
Esso era ubicato in corrispondenza all'odierno villaggio di Leintwardine, nella contea inglese dello Herefordshire, poco più a sud del confine con lo Shropshire.

## BravoniumeBranogenium
Di grande diffusione è l'erronea concezione che i Romani chiamassero Branogenium il villaggio. Branogenium in effetti è il nome di un forte romano che sorgeva circa 400 m a sud del villaggio, che invece si chiamava Bravonium.
La High Street a Leintwardine si trova lungo la stessa linea della strada romana nota con il nome di Watling Street (in maniera erronea, la strada del villaggio attualmente chiamata Watling Street si trova a est della vera e propria Watling Street, all'incirca sull'allineamento del margine orientale dell'insediamento romano).

## Etimologia
Il nome Bravonium, nella forma in cui compare nell'Itinerario antonino (Iter XII), deriva dalla parola celtica usata per indicare la macina. Ciò suggerische che nel luogo vi fosse una collina o una formazione rocciosa che ricordasse una macina, o che vi fossero cave di macine nei dintorni.
Nel Siluriano superiore, gli strati di letto Leintwardine affiorano nella zona e questi sono costituiti da un'arenaria calcarea, che poteva essere utilizzata per produrre macine di una qualità maggiore di quella che poteva essere ottenuta con la Millstone Grit (arenaria dell'Inghilterra settentrionale), che era comunemente usata.
Macine di pietra realizzate con questa arenaria calcarea sono state rinvenute a Viroconium.

## Descrizione
Lo storico dell'Herefordshire Duncan Brown ha teorizzato che Leintwardine avesse il ruolo di stazione di posta e di avamposto nel corso dei primi tempi dell'invasione romana della Britannia.
In generale, si concorda che a Leintwardine dovesse essere stata edificata una mansio.
Gli scavi archeologici, effettuati presso il sito della W. & C.A. Griffiths prima dell'inizio dell'edificazione di un moderno magazzino, al principio degli anni 1990, portarono alla scoperta di terme romane, che indicano ulteriormente che Leintwardine fosse un "ostello" della Britannia romana.

## Storia
Gli storici locali considerano che la costruzione di mura attorno al 170 d.C. (di altezza fino a 2 m e ancora visibile attorno a Leintwardine) sia stato il risultato di uno di due possibili eventi.
L'argomento che attualmente sta perdendo di forza è che, a seguito di una rivolta locale, i Romani scacciarono tutti i locali e costruirono un bastione e una palizzata.
L'ipotesi preferita è che i bastioni fossero stati costruiti a seguito dei disordini locali ampiamente diffusi per proteggere la mansio e i bagni, che erano al servizio dei forti della cavalleria romana posti a nord, sud e nordovest. Esisteva anche un  praetorium/principia romano, posto a circa 1600 m a sudovest di Leintwardine, sulla sommità di Brandon Hill, che si riteneva includesse un magazzino dei viveri, i quartieri generali dell'unità, latrine e cucine.
Fotografie aeree della prima metà degli anni '50 del XX secolo mostravano segni circolari di colture all'interno dei confini della fortezza di collina.
Molte delle opere in terra del sito esistono tuttora e la Brandon Hill costituisce un panorama notevole.
Forti romani sorgevano anche nei pressi di Leintwardine a Jay Lane e Buckton.
Tombe scavate all'interno della chieda di Leintwardine, St Mary Magdalene, a una profondità di circa 2 m, mostrano un evidente strato di frammenti di ceramica rotta e di carbone, prove dell'incendio. Ciò è in linea con l'ipotesi storica che la romana Leintwardine bruciò in maniera simile alla vicina città romana di Magnis (Kenchester) e Ariconium (Weston-under-Penyard).